# Be Mine, Valentine
Albums de Drop Dead, Gorgeous
In Vogue
(2006)
Be Mine, Valentine est un EP du groupe de metalcore et screamo Américain Drop Dead, Gorgeous. Il s'agit de la toute première production du groupe.
Après l'assez grand succès provoqué par la sortie de leur EP, le groupe sort leur premier album studio, In Vogue, quelques mois plus tard, dans la même année.
La grande majorité des titres sont très courts et rapides et un seul titre dépasse les 3 minutes de durée.
Les titres Knife vs. Face: Round I et Well, I Never Knew You Were So Much Fun feront également partie de la play-list de leur album suivant, In Vogue.
L'album est sorti le 10 janvier 2006 sous le label Rise Records.

## Liste de titres
1. Forever Scarlet - 1:27
2. Bullets Are Scene - 3:25
3. Knife vs. Face: Round I - 2:31
4. Love Is Murder - 1:23
5. Well, I Never Knew You Were So Much Fun - 1:36
6. Knife vs. Face. Round 2 - 1:38